# Wilburton (Oklahoma)
Wilburton – miasto w Stanach Zjednoczonych, w stanie Oklahoma, siedziba administracyjna hrabstwa Latimer.